# Wessel-Werk
Die Wessel-Werk GmbH ist ein mittelständisches, deutsches Industrieunternehmen mit Sitz in Reichshof-Wildbergerhütte im Oberbergischen Kreis. Es erwirtschaftete im Jahr 2024 einen Jahresumsatz in Höhe von 67 Millionen Euro und beschäftigt weltweit rund 520 Mitarbeiter, davon 140 am Stammsitz in Nordrhein-Westfalen.
Als spezialisierter Hersteller von Staubsaugerdüsen und -zubehör gilt Wessel-Werk als weltweit marktführender Zulieferer von OEM-Komponenten für die Staubsaugerindustrie. Neben dem reinen B2B-Geschäft vertreibt das Unternehmen seit 2012 auch Staubsaugerzubehör direkt an Endkunden (B2C). Der Onlineshop wird seit 2015 von der Wessel-Werk Trading GmbH betrieben.

## Geschichte
Das Unternehmen wurde im Jahr 1931 von Hans Wessel als Patentgummi-Bürstenfabrik in Wuppertal-Ronsdorf gegründet. 1941 eröffnete ein Zweigbetrieb in Wildbergerhütte, der nach der Bombenzerstörung des Wuppertaler Standortes im Jahre 1943 bis heute zum Hauptsitz des Unternehmens wurde. Ein Teil der Wessel-Werk-Gebäude am Stammsitz in Wildbergerhütte stehen auf Fundamenten des ehemaligen Erz-Poch-Werkes, gegründet ca. 1470, das zur Silber- und Bleimine auf dem Wildberg gehörte und dem Ort Wildbergerhütte seinen Namen gab.
Während des Zweiten Weltkriegs betrieb die Firma Wessel in Wildbergerhütte ein Zwangsarbeiterlager, in dem bis zu 120 Personen, hauptsächlich aus Russland, untergebracht waren. Nach Angaben der Firma Wessel waren keine Wachmannschaften vorhanden, und die Zwangsarbeiter wurden durch das Arbeitsamt in Gummersbach vermittelt.
1954 erfolgte die Umfirmierung in Wessel-Werk GmbH. 1987 wurde eine Vertriebsgesellschaft in den USA gegründet und seit 2002 existieren Niederlassungen auch in China.

## Gründer
Der Gründer von Wessel-Werk, Hans Wessel, wurde 1902 in Remscheid als Sohn des  Werkzeugfabrikanten Walter Wessel geboren. Nach einer praktischen Ausbildung im väterlichen Betrieb und technischem Studium in Darmstadt, München und Hannover kehrte Hans Wessel als Betriebsleiter in die Firma seines Vaters zurück.
Früh begann Hans Wessel eigene Erfindungen zu entwickeln und schützen zu lassen, insbesondere im Bereich Schleif- und Härteverfahren und in der Bürsten- und Düsentechnik. Im Laufe seines Lebens wurden ihm über 170 Patente und Gebrauchsmuster erteilt.

## Produkte
Die heutige Wessel-Werk GmbH produzierte zunächst technische Bürsten und Reinigungsmaterial, aber auch branchenfremde Produkte wie z. B. Straßenlaternen.
Im Jahr 1965 wurde die erste Düse für Staubsauger entwickelt. Aufgrund der rasanten Entwicklung der Produktion von Staubsauger-Zubehör konzentrierte sich Wessel-Werk zunehmend auf diesen Produktionszweig. Heute beliefert Wessel-Werk international nahezu alle Hersteller von Staubsaugern mit Staubsaugerdüsen in diversen Spezifikationen.